# Alfred Desenclos
Alfred Desenclos est un compositeur français né au Portel (Pas-de-Calais) le 7 février 1912 et mort à Paris le 3 mars 1971.

## Biographie
Pianiste de formation, il remporte le Grand Prix de Rome 1942, avant d'être nommé directeur du Conservatoire de Roubaix, un poste qu'il occupe de 1943 à 1950. Grand Prix de la ville de Paris 1956 et ami d'Arthur Honegger, il se définissait lui-même comme « romantique ». Sa musique, à dominante mélodique et harmonique, parfois teintée d'influences jazzistiques a été largement occultée par la prépondérance de la musique post-sérielle des années 1950-1970.
Ses nombreuses pièces écrites pour les concours du Conservatoire de Paris l'ont assimilé a un compositeur pédagogique. Mais son œuvre, notamment sa musique sacrée, n'en possède pas moins une sincérité et une profondeur qui restent aujourd'hui largement à redécouvrir. Le Prélude, cadence et final pour saxophone et piano (1956) et le Quatuor pour saxophones (1964), tous deux maintes fois enregistrés et joués en concert, sont inscrits au répertoire de l'instrument. 
Il est le père de l'organiste Frédéric Desenclos.

## Œuvres principales
- Symphonie, 1953
- Prélude, cadence et final pour saxophone et piano, 1956
- Requiem pour chœur et orgue, 1963
- Quatuor pour saxophones, 1964
- Préambule, complainte et final pour cor et piano
- Cantilène et divertissement pour cor et piano
- Bucoliques pour flûte et piano
- Plain-chant et allegretto pour trombone et piano
- Incantation, Thrène et Danse pour trompette et orchestre 1953
- Nos autem, pour chœur (SSATBB) a cappella
- Salve Regina, pour chœur (SATB) a cappella
- Suite brève pour piano solo
- Fantaisie pour harpe seule
- Aria et Rondo pour contrebasse et piano
- O salutaris Hostia en ré, pour soprano et orgue
- O salutaris en mi, pour soprano et orgue
- O salutaris pour chœur et orgue
- Noël des Flandres pour chœur
- Pater noster pour chant et orgue
- Agnus Dei pour chœur et orgue
- Sanctus pour chœur et orgue
- Ave Maria pour chant et orgue
- Jam non dicam vos servos pour soliste ou chœur à l'unisson et orgue

## Discographie sélective
- Messe de Requiem, Salve Regina et autres œuvres de musique sacrée, Frédéric Desenclos, orgue, Choeur de chambre Les Éléments, dir. Joël Suhubiette, CD Hortus, 1998
- Quatuor pour saxophones (avec des œuvres d'Eugène Bozza, Jean Françaix, Jean Rivier, Florent Schmitt, Gabriel Pierné...), in French Saxophones - 25 Years Jubilee, Aurelia Saxophone Quartet, 2 CD Challenge Classics, 2016
- Messe de Requiem (avec le Stabat Mater de Francis Poulenc), Choeur de la Radio flamande, Brussels Philharmonic, dir. Hervé Niquet. CD Evil Penguin classic 2019